# Bernó de Borgonya
Bernó de Borgonya   (La Baume, c. 850 (Gregorià) - 13 de gener de 927 (Gregorià)) Bernó de Cluny o de Baume o de Borgonya va ser un monjo benedictí francès, cofundador i primer abat de Cluny. És venerat com a beat per l'Església catòlica.

## Biografia
Bernó havia nascut a La Baume, potser al si d'una família noble. Cap al 880 era monjo al monestir benedictí de Saint-Martin d'Autun. Va ésser nomenat abat dels monestirs de Beaume-les-Messieurs i Gigny (Jura), on ja va intentar restaurar l'observança primitiva de la regla benedictina, desvirtuada amb el temps. El 895, va obtenir la protecció directa del papa per a la seva abadia, el que li garanteix així la independència dels poders polítics.
El 2 de setembre de 910 va fundar l'Abadia de Cluny com a priorat independent de Gigny, quan el duc Guillem I d'Aquitània li va concedir la villa de Cluny per fundar-hi un monestir de dotze monjos que seguís la Regla de Sant Benet. La tradició diu que sis monjos provenien de Gigny i sis més de Beaume.
Va contribuir a difondre la reforma monàstica de Cluny a altres abadies i parròquies, com la de Souvigny. Va renunciar al càrrec el 926, i va repartir els abadiats entre Vidó i Odó de Cluny, deixebles seus. Va morir a Cluny el 13 de gener de 927.
Proclamat beat, és commemorat el seu dies natalis, el 13 de gener.